# Big Audio Dynamite
Big Audio Dynamite, (B·A·D / BAD) brittisk musikgrupp bildad 1984 av Mick Jones (före detta The Clash) och Don Letts. Gruppens This is Big Audio Dynamite gavs ut 1985 och de spelade in ytterligare tre album innan bandet splittrades och återbildades som Big Audio Dynamite II (1991). 1994 hette gruppen emellertid bara Big Audio, för att året efter byta tillbaka till ursprungsnamnet.

## Bandmedlemmar
Nuvarande medlemmar
- Mick Jones – sång, gitarr (1984–1998, 2011–)
- Don Letts – ljudeffekter, sång (1984–1990, 2011–)
- Dan Donovan – keyboard (1984–1990, 2011–)
- Leo Williams – basgitarr (1984–1990, 2011–)
- Greg Roberts – trummor, sång (1984–1990, 2011–)

Tidigare medlemmar
- Nick Hawkins – gitarr, sång (1990–1998)
- Gary Stonadge – bass, sång (1990–1995)
- Chris Kavanagh – trummor, sång (1990–1995)
- Andre Shapps – keyboard (1994–1998)
- Michael 'Zonka' Custance – DJ, slagverk, sång (1994–1998)
- Darryl Fulstow – basgitarr (1996–1998)
- Bob Wond – trummor (1996–1998)
- Joe Attard – sång (1996–1998)
- Ranking Roger – sång (1996–1998)

Bildgalleri

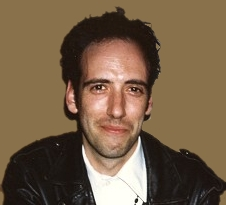
Mick Jones
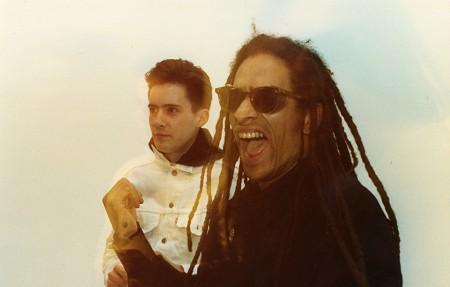
Dan Donovan och Don Letts
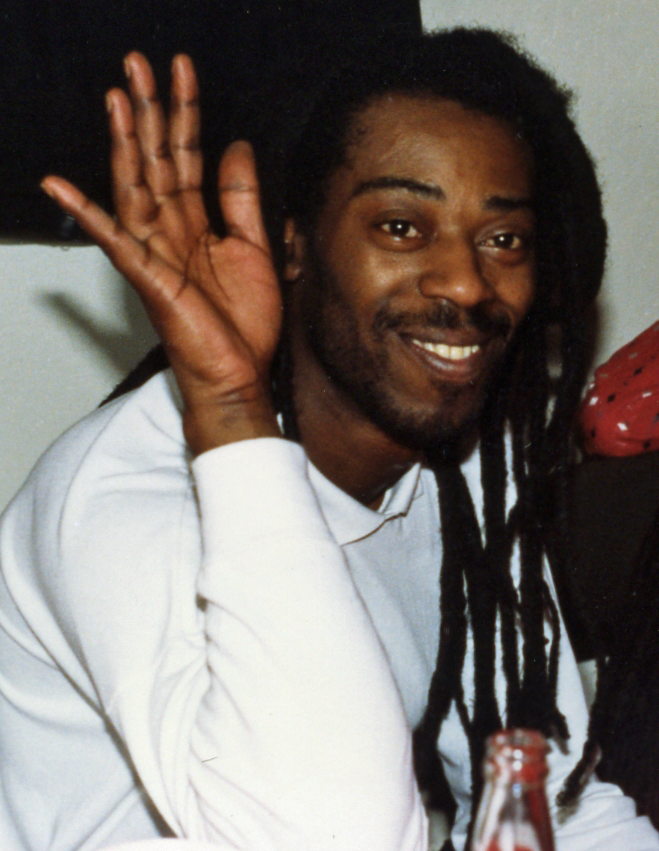
Leo Williams
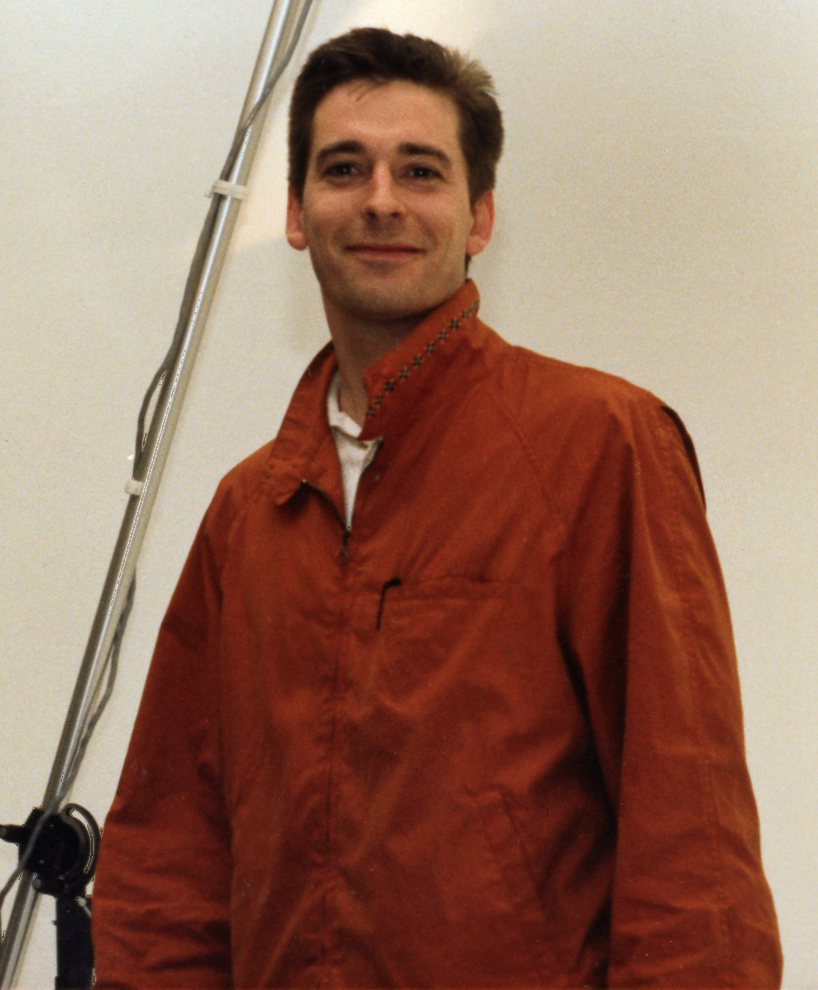
Greg Roberts

## Diskografi
Album
- This Is Big Audio Dynamite (1985)
- No. 10, Upping St. (1986)
- Tighten Up, Vol. 88 (1988)
- Megatop Phoenix (1989)
- Kool-Aid (1990) (som Big Audio Dynamite II)
- The Globe (1991) (som Big Audio Dynamite II)
- Higher Power (1994) (som Big Audio)
- F-Punk (1995)
- Entering a New Ride (1997)